# Oratorio del Obispo Mercadillo
El Oratorio del Obispo Mercadillo es el portal de una antigua casona de dos pisos, situada en Córdoba, Argentina. Se llama así porque el obispo Juan Manuel de Mercadillo y Patiño fue su propietario. Ha sido declarada como Monumento Histórico Nacional desde el 14 de mayo de 1941, por el decreto n.º 90.732.

## Ubicación
Se encuentra ubicada frente a la plaza de San Martín, sobre la peatonal Rosario de Santa Fe n.º 39.
Es la tercera estructura de época colonial, junto con la Catedral y el Cabildo, ubicada en torno a la plaza histórica.

## Arquitectura e historia
La casona del Obispo es una estructura reformada a comienzos del siglo XVIII. Esta casona le perteneció a Juan Manuel de Mercadillo y Patiño, quien fue obispo de la Diócesis del Tucumán o Provincia del Tucumán, Juríes y Diaguitas, que en aquellos tiempos, el Virreinato del Perú abarcaba al actual territorio argentino como parte de su territorio geográfico, político y económico. La estructura actual el portal y su piso superior, es una parte de la original, tras la demolición del resto del edificio. 
La casona del Obispo Manuel de Mercadillo y Patiño era de dos pisos, al menos en su frente. El portal se caracteriza por ser una «rareza arquitectónica colonial», aunque no es la única singularidad hallada en Córdoba y tampoco en la Argentina. Esta singularidad refiere a su interior que posee dos bóvedas de arista (no es crucería). Sin embargo lo curioso tiene que ver con la bóveda ubicada en la planta alta, ya que no existe un portal con dos bóvedas en la planta baja y alta. Este dicho lo podemos comparar con la casona de Sobre Monte solamente posee una bóveda (planta baja) y las de Salta también.
Su frente está adornado con pilastras tipo Toscana adosadas al muro, tanto como en el piso bajo y alto. En su parte más alta de la fachada observamos un logo religioso, demostrando la finalidad religiosa que tuvo el lugar. En su parte posterior tiene una escalera con pisos de piedra, que fue construida en la restauración de 1941 previa a su declaración como Monumento Histórico Nacional.
Como toda casona colonial, en su comienzo fue de paja y barro, sin embargo su estructura va evolucionando en cuanto a las técnicas y elementos empleados. Según obran los documentos, la casona toma forma sólida a mitad del siglo XVII, con agregados de tejas españolas, ladrillos vistos y la piedra denominada bola (elemento natural y característico de la zona).
El recinto que tiene pequeñas dimensiones que constituyen la capilla, tiene la característica de mostrar en su frente un balcón de hierro trabajado que la hace una construcción única de aquella época.
Cuando fue construida la casa pertenecía a Don Fabrique Álvarez de Toledo y en el año 1700, se mudó a la casa el Obispo Fray Manuel Mercadillo, que fue el precursor del traslado de la sede del Episcopado de Tucumán a Córdoba. En 1704 el obispo falleció y la casa fue adquirida por Don Pedro Fernando De La Torre Palacios. Este último dueño hizo ampliar la casa con el fin de poder alquilarla; de la casa solo queda el zaguán y una habitación alta. En su fachada hay un diseño de cornisas, pilastras y ornamentación de estilo barroco que en lo alto exhibe una cruz de hierro. 
En un inventario del año 1702 se redactada:
(...)...El Cavildo déla Ciudad dio queja á Obispo fray Manuel Mercadillo que havian quedado paradas las obras en la Catedral y teniendo a González Mergete trabajando en Las Casas de su morada y que haziendo reformas importantes desta casa: un total de quinze avitaciones ó moradas con sus ventanas y en ellas sus varrotes al patio interior...
(...)...tiendas abovedadas que dan a la plaza principal con alto de bóveda y balconzillos ázia la plaza.
No obstante el Obispo no vivió en ella ya que residía en otro lado, pues en esos momentos se precisaba un lugar disponible para el alojamiento de los alumnos del convictorio Colegio Real Montserrat y Seminario de Santo Tomás de Aquino.
Sin embargo de Mercadillo decide reformar, agrandar y embellecer la vivienda teniendo a José Antonio Merguelte como constructor y albañil, lo cual da origen a otros problemas con el Cabildo, ya que daban queja por haber causado la interrupción de las obras para finalizar aquellas obras de la Iglesia-Catedral, pues Merguelte era quien estaba a cargo.
Tras la muerte del obispo en 1704, la vivienda seguirá siendo un convictorio y seminario, incluso una vivienda de seglares, como así momentáneamente cárcel pública. Con el pasar de los años se le realizarán importantes agregados al portal, pero las crecientes del río y la falta de mantención económica para el cuidado de la casona quedará en estado lamentable, es por ello que en 1750, su propietario  decidió su demolición parcial, a excepción del portal.